# بروبکس
بروبکس نام گروه موسیقی است که همهٔ اعضای آن در ایران زندگی می‌کنند. آنها نخستین گروه موسیقی خانگی ایرانی هستند که آلبوم‌شان از کمپانی آونگ موزیک منتشر شد.
اولین کار این گروه آهنگ «دلم تنگه واسه یه لقمه پیتزا» بود که در دوران دبیرستان اعضای گروه ساخته شد. آهنگ «بورلی هیلز»، با موسیقی آهنگ اسپانیایی لا کامیسا نگرا، از آلبوم ۱۰ آهنگی «وگ» باعث شهرت بیشتر این گروه شد.
بروبکس با تولید آهنگ و ویدیو «سوسن خانم» که در کافه پاریس فیلم‌برداری شده بود به شهرت بسیار زیادی دست یافت.

## اعضاء
- خشایار حق‌گو
- کیوان حق‌گو
- حمید فروزمند
- هومن گامنو[۲]

حمید و کیوان بترتیب، پسرخاله و پسرعموی خشایار هستند.

## آهنگ‌شناسی
● آلبوم وگ (۱۳۸۶)
- پیتزا - ۱۳۸۵
- از حرمسرا تا آمستردام - ۱۳۸۸
- بابا تو دیگه کی هستی - ۱۳۸۸
- سوسن خانوم - ۱۳۸۸
- اون منم - ۱۳۸۹
- بدو دیره - ۱۳۹۰
- قدرت دست خانوماس - ۱۳۹۱
- عین مامان منه - ۱۳۹۵